# Sejtzárványok

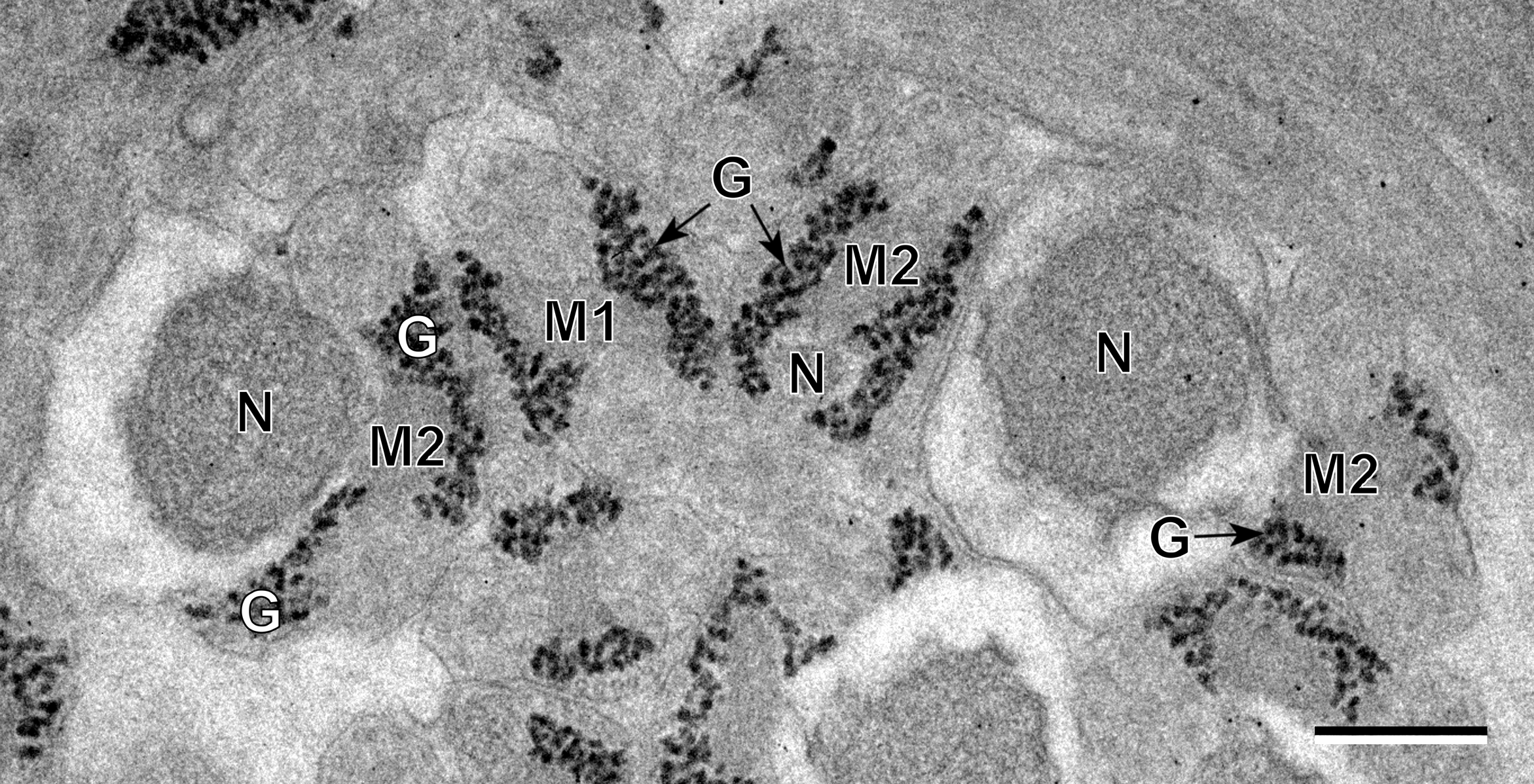
Glikogén szemcsék a spermiogenesisben a Pleurogenidae-ben (Digenea)

A sejtzárványok a sejt ergasztikus anyagai, élettelen alkotórészei. A sejtzárványok tárolt tápanyagok, szekréciós granulumok, vagy pigment szemcsék.

## Példák sejtzárványokra
- Glikogén szemcsék a máj- , és izomsejtekben.
- Pigment szemcsék a bőrben, és a hajban.
- Lipidek a zsírsejtekben.
- Növényi sejtek belsejében